# Cork South-Central (kiesdistrict)
Cork South Central is een kiesdistrict in de Republiek Ierland voor de verkiezingen van Dáil Éireann, het lagerhuis van het Ierse parlement. Het district omvat het zuidelijke deel van de stad Cork, de grens met Cork North–Central wordt gevormd door de rivier de Lee. Het district werd ingesteld in 1981. Bij de herindeling van kiesdistricten voor de verkiezingen van 2016 ging een deel van het district over naar North Central, waardoor het district 1 zetel moest inleveren.

## Verkiezingen
Bij de verkiezingen in 2007 woonden er 91.090 kiesgerechtigden die 5 leden voor de Dáil konden kiezen.
Ten opzichte van de vorige verkiezingen, in 2002, zijn de grenzen van het district licht gewijzigd. Het aantal zetels is gelijk gebleven, maar een van de zittende TD's stelde zich niet herkiesbaar in Cork South Central maar in Cork North–West. Dat kostte Fianna Fáil een zetel, die naar Fine Gael ging. De TD van de Ierse Groenen raakte zijn zetel kwijt aan Labour. Fianna Fáil haalde 2 zetels, Fine Gael 2 zetels en Labour 1 zetel.
Bij de verkiezingen in 2016 hield Fianna Fáil zijn twee zetels, terwijl Fine Gael er een verloor en een overhield. Sinn Féin wist hier voor het eerst een zetel te winnen, terwijl Labour zijn ene zetel kwijtraakte.

## Bekende leden
Peter Barry, die in 1987 kortstondig de functie van Tánaiste vervulde, was vanaf de oprichting in 1981 tot zijn vertrek uit de politiek in 1997 TD voor het district.

## Referendum
Bij het abortusreferendum in 2018 stemde in het kiesdistrict 68,8% van de opgekomen kiezers voor afschaffing van het abortusverbod in de grondwet.